# Mary Cunningham
Mary Cunningham es una deportista estadounidense que compitió en saltos de trampolín y plataforma. Ganó dos medallas en los Juegos Panamericanos de 1951, oro en trampolín individual y bronce en plataforma individual.

## Palmarés internacional
| Juegos Panamericanos | Juegos Panamericanos     | Juegos Panamericanos | Juegos Panamericanos |
| Año                  | Lugar                    | Medalla              | Prueba               |
| -------------------- | ------------------------ | -------------------- | -------------------- |
| 1951                 | Buenos Aires (Argentina) | Medalla de oro       | Trampolín 3 m        |
| 1951                 | Buenos Aires (Argentina) | Medalla de bronce    | Plataforma 10 m      |